# Zhang Qian
Zhang Qian (zm. 114 p.n.e.) – dowódca straży pałacowej cesarza Wudi z dynastii Han, który w II wieku p.n.e. odbył podróże po Azji Środkowej.
W połowie II wieku p.n.e. Chiny graniczyły od północy z konfederacją plemion Xiongnu, która kontrolowała idące na zachód szlaki handlowe, osłabiając chińską gospodarkę. Cesarze chińscy związani byli z władcami Xiongnu półwasalnym układem, zobowiązującym ich do dostarczania sąsiadowi trybutu w postaci zboża i księżniczek Han jako nałożnic dla władcy Xiongnu. Gdy władcy Xiongnu postanowili zawrzeć antychiński sojusz z tybeto-birmańskim ludem Qiang, cesarz Wudi zdecydował się szukać pomocy u skłóconych z Xiongnu plemion Yuezhi. 
W 138 p.n.e. na polecenie Wudi wyruszyło na zachód stuosobowe poselstwo, na czele którego stanął dowódca straży pałacowej, Zhang Qian, wedle przekazów człowiek o niezwykłej sile fizycznej i charakterze, cieszący się pełnym zaufaniem cesarza. Ówczesna wiedza Chińczyków o krajach położonych na zachodzie była bardzo uboga, czerpana jedynie poprzez utrzymywane za pośrednictwem Xiongnu kontakty handlowe. Ekspedycja Zhang Qiana wyruszyła w nieznane, bez nadziei na powrót do domu.
Wkrótce po przekroczeniu granicy, na terenie obecnej prowincji Gansu, Zhang Qian wraz z towarzyszami został pojmany przez żołnierzy Xiongnu i doprowadzony przez oblicze ich władcy. Oskarżeni zostali o szpiegostwo, jednak z nieznanych przyczyn nie zgładzono ich, zatrzymując jedynie pod strażą w obozie Xiongnu.
Zhang Qian i jego towarzysze spędzili w niewoli u Xiongnu dziesięć lat, podczas których ożenili się i mogli dosyć swobodnie się poruszać. W 133 p.n.e. towarzysze Zhang Qiana podjęli nieudaną próbę porwania władcy Xiongnu. Pomimo to więźniów nie ukarano, nie stało się im nic także podczas toczonych wówczas wojen Xiongnu z Chinami.
W 128 p.n.e. Zhang Qiangowi udało się uciec z niewoli i przedostać się na dotychczas nieznane Chińczykom terytorium Yuezhi. Jego poselstwo zostało przyjęte, choć Yuezhi nie zgodzili się na zawarcie sojuszu z Chinami. Po nieudanej misji dyplomatycznej Zhang Qian wyruszył w drogę powrotną, zatrzymując się m.in. w Ferganie, a następnie udał się do Baktrii, skąd próbował przedostać się do Tybetu. Podczas próby dotarcia tam ponownie został pojmany przez Xiongnu.

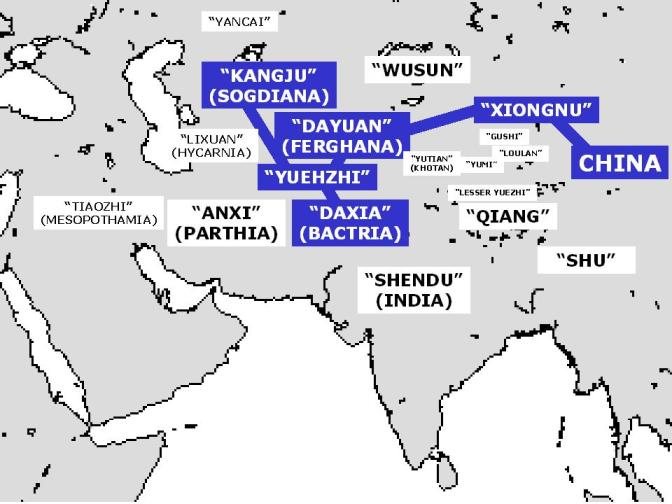
Kraje opisane przez Zhang Qiana. Kraje, które odwiedził, zaznaczono na niebiesko

Po śmierci władcy Xiongnu w 127 p.n.e. Zhang Qiang zdołał ponownie uciec, tym razem wraz z garstką współtowarzyszy, i w 125 p.n.e. powrócił do Chin. Pomimo iż jego misja nie odniosła sukcesu, Zhang Qian otrzymał szlachectwo i liczne dary od cesarza, w zamian za przekazanie wiedzy o nieznanych krajach zachodu. Cesarza zaciekawiła zwłaszcza opowieść o Ferganie i hodowanych tam koniach i w następnych latach wysłał do tego kraju kilka nieudanych poselstw z prośbą o podarowanie mu owych koni.
Zhang Qian jako pierwszy Chińczyk zdobył wiadomości o krainach i ludach leżących na północ i zachód od gór Tienszan. Będąc wśród Yuezhi usłyszał także o położonych dalej na zachód Persji i Rzymie. Informacje te wywołały szeroki rozgłos na cesarskim dworze, zaś Wudi postanowił rozgromić Xiongnu i nawiązać kontakty handlowe z krajami zachodnimi. Cesarz wysłał przeciwko Xiongnu armię, zaś na jej czele postawił Zhang Qiana, ufając że jako człowiek który spędził wśród nich 10 lat, zna wroga i z łatwością odniesie zwycięstwo. Wyprawa zakończyła się jednak klęską i Zhang Qian został skazany na śmierć, od której uchroniły go liczne znajomości na cesarskim dworze.
Zhang szybko odzyskał względy cesarza i w 118 p.n.e. został wysłany z nowym poselstwem, tym razem do plemion Wusun. Wyprawa i tym razem zakończyła się fiaskiem. Wusun, podobnie jak wcześniej Yuezhi, nie chcieli sprzymierzać się z Chińczykami przeciw Xiongnu. W 115 p.n.e. powrócił do Chin przynosząc jedynie nowe informacje o zachodnich krajach i stado stepowych koni, za co ponownie szczodrze go nagrodzono. Wyczerpany podróżami Zhang zmarł rok później.
Ekspedycje Zhang Qiana, choć nie przyniosły spodziewanych zysków politycznych, znacznie poszerzyły wiedzę Chińczyków o krajach zachodnich i przyczyniły się do rozwoju jedwabnego szlaku.